# Jogos eróticos
Jogos eróticos são simulações ou representações onde os parceiros representam papéis em um determinado cenário ou com um determinado tema. Também são jogos eróticos aqueles onde os parceiros submetem-se a regras, jogos de perde-ganha, jogos de tabuleiro onde o perdedor retira peças de vestuário ou ainda jogos onde um parceiro paga uma prenda caso não consiga cumprir uma determinada tarefa. É uma forma de fetiche.